# Otukaia
Otukaia je rod středně velkých mořských plžů z čeledi kotoučovitých (Trochidae).

## Popis
Ulita rodu Otukaia je tenká. Neexistuje žádné barevné schéma a ulita je duhově zbarvená zevnitř i z venku.

## Stanoviště
Druhy v tomto rodu se vyskytují v Japonsku a na Novém Zélandu, v hluboké vodě.

## Druhy
- Otukaia blacki
- Otukaia otukai
- Otukaia crustulum